# 고추장불고기
고추장불고기(--醬---)는 고추장으로 양념한 불고기이다. "고추장불고기"라 하면 보통 소불고기를 가리키지만, 돼지불고기의 경우에는 고추장 양념이 더 흔하며 "고추장돼지불고기"나 "돼지고추장불고기"로도 부른다. 돼지불고기의 경우 제육볶음과 비슷하지만 양념에 재어 뒀다가 굽는다는 점이 다르다.

## 사진

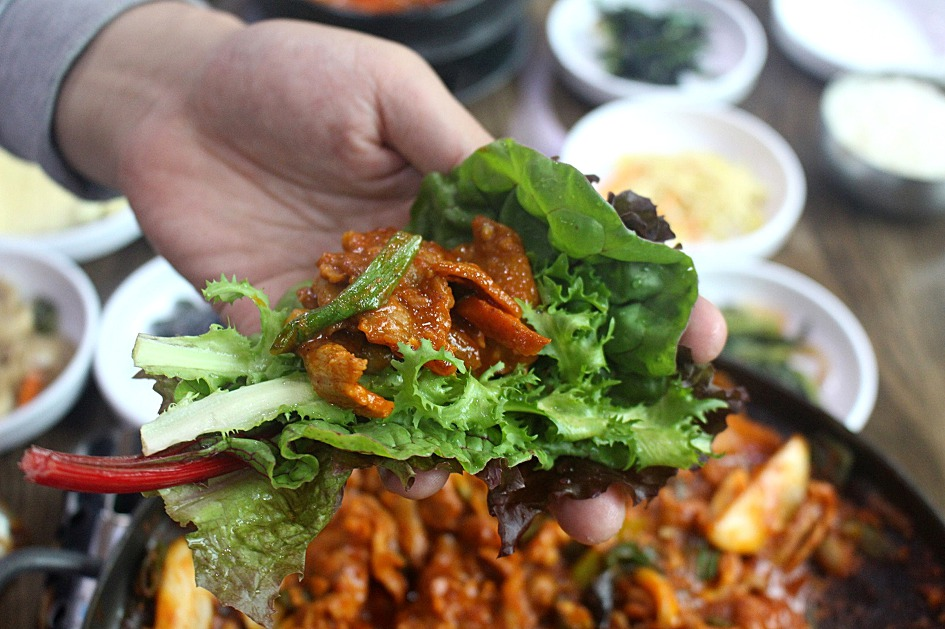
고추장불고기쌈

## 같이 보기
- 두루치기
- 복불보기
- 오삼불고기
- 제육볶음
- 주물럭
- 콩나물불고기